# Fleet Marston
Fleet Marston – wieś w Anglii, w hrabstwie Buckinghamshire, w dystrykcie (unitary authority) Buckinghamshire. Leży 64 km na północny zachód od centrum Londynu. W 2001 miejscowość liczyła 39 mieszkańców.